# L'Année des méduses
Pour plus de détails, voir Fiche technique et Distribution.
L'Année des méduses est un film français réalisé par Christopher Frank, sorti en  1984.

## Synopsis
Chris, une jeune fille de 18 ans issue d'un milieu aisé, passe des vacances à Saint-Tropez avec sa mère, pendant que son père reste à Paris pour des raisons professionnelles. Chris est belle, sensuelle, dépourvue de scrupules et de pudeur. Le jour elle se prélasse à la plage seins nus, le soir elle est soit en discothèque, soit au casino, enchaînant les relations sexuelles d'un soir. Elle aime interférer pour semer la zizanie entre les couples, voyant la plage comme un lieu de joute.
Mais elle tombe bientôt sous le charme de Romain, un dandy qui fournit les riches plaisanciers en jeunes vacancières naïves. Chris tente vainement de le séduire, Romain n'ayant d'yeux que pour sa mère, Claude. Chris en nourrit de la jalousie et de la rancœur, supportant mal d'être éconduite et de voir en sa propre mère une rivale. Un incident va décider de son attitude. Les méduses sont nombreuses cette année-là. Lors d'une baignade, où elle nage seins nus comme à son habitude, Chris est piquée à un sein par une méduse. La piqûre s'avère finalement bénigne, mais l'incident lui permet d'apprendre incidemment, par une confidence, que Romain est allergique aux piqûres de méduses. Elle décide alors d'utiliser cette information pour se venger de l'affront que Romain, selon elle, lui a fait subir.

## Fiche technique
Sauf indication contraire, les informations mentionnées dans cette section peuvent être confirmées par la base de données cinématographiques Unifrance,  présente dans la section « Liens externes ».
- Titre original : L'Année des méduses[2]
- Réalisation : Christopher Frank
- Scénario :  Christopher Frank, d'après son roman
- Photographie : Renato Berta
- Montage : Nathalie Lafaurie
- Décors : Jean-Jacques Caziot
- Costumes : Yvette Frank
- Son : Bernard Bats
- Musique : Alain Wisniak
- Affiche : Philippe Lemoine
- Producteur : Alain Terzian
- Sociétés de production : T Films, FR 3 cinéma
- Pays de production : 100 %  France
- Langue de tournage : français
- Format : Couleur - 1,66:1 - Son mono - 35 mm
- Durée : 110 minutes
- Genre : drame psychologique
- Date de sortie : 
  - France : 14 novembre 1984
  - Finlande : 22 février 1985
  - Allemagne de l'Ouest : 23 juillet 1987
- Classification :
  - France : tous publics[3] en 1984 mais -12 ans à la télévision[4]

## Distribution
- Bernard Giraudeau : Romain Kalides
- Valérie Kaprisky : Chris Rivaut
- Caroline Cellier : Claude Rivaut
- Jacques Perrin : Vic Lamotte
- Béatrice Agenin : Marianne Lamotte
- Barbara Nielsen : Barbara
- David Jalil : Jean-Paul
- Philippe Lemaire : Lamotte
- Pierre Vaneck : Pierre Rivaut
- Jean-Paul Dubarry : Guttaz
- Betty Assenza : Dorothée
- Serge Gaubardy
- Charlotte Kady : Miriam
- Gill Matt : Aldo
- Antoine Nikola : Peter
- Jean-Claude Pancrazi
- Emmanuelle Seigner
- Hedwige Thabuis

## Production
Le tournage a débuté le 12 juin 1984 et s'est déroulé à Saint-Tropez, Ramatuelle et Gassin, dans le Var.

## Distinctions
- Caroline Cellier obtint le César de la meilleure actrice dans un second rôle.